# Lijst van rijksmonumenten in het Klein Heiligland
Het Klein Heiligland in de stad Haarlem telt 19 inschrijvingen in het rijksmonumentenregister. Hieronder een compleet overzicht van de rijksmonumenten in het Klein Heiligland.
| Object                                                                                     | Oorspronkelijke functie?  | Bouwjaar                                                                                    | Architect | Locatie                                        | Coördinaten?                  | Nr.?  | Afbeelding                        |
| ------------------------------------------------------------------------------------------ | ------------------------- | ------------------------------------------------------------------------------------------- | --------- | ---------------------------------------------- | ----------------------------- | ----- | --------------------------------- |
| Pand met klokgevel met driehoekig fronton, voluten, gedodekopt                             | Woonhuis                  | begin 18e eeuw                                                                              |           | Klein Heiligland 1                             | 52° 22' 43" NB, 4° 38' 3" OL  | 19383 | Meer afbeeldingen                 |
| De Jonge Wolf                                                                              | Woonhuis                  |                                                                                             |           | Klein Heiligland 1A                            | 52° 22' 43" NB, 4° 38' 3" OL  | 19384 | Meer afbeeldingen                 |
| Pand met lijstgevel, stal 19e eeuw                                                         | Woonhuis                  | 19e eeuw                                                                                    |           | Klein Heiligland 3                             | 52° 22' 42" NB, 4° 38' 3" OL  | 19385 | Meer afbeeldingen                 |
| Pand met schilddak en pand onder zadeldel                                                  | Woonhuis                  | 17e eeuw (pand) midden 19e eeuw (lijstgevel)                                                |           | Klein Heiligland 25 - 27                       | 52° 22' 41" NB, 4° 38' 1" OL  | 19386 | Meer afbeeldingen                 |
| Pand met lijstgevel                                                                        | Woonhuis                  | 18e eeuw                                                                                    |           | Klein Heiligland 41                            | 52° 22' 40" NB, 4° 37' 60" OL | 19387 | Meer afbeeldingen                 |
| Pand met gepleisterde lijstgevel met hoge bogen boven de beneden-vensters                  | Woonhuis                  | begin 17e eeuw                                                                              |           | Klein Heiligland 43                            | 52° 22' 40" NB, 4° 37' 60" OL | 19388 | Meer afbeeldingen                 |
| Pand met grote halsgevel                                                                   | Woonhuis                  | eind 17e eeuw                                                                               |           | Klein Heiligland 53                            | 52° 22' 39" NB, 4° 37' 59" OL | 19389 | Meer afbeeldingen                 |
| Nieuw Heiligland met lijstgevel                                                            | Woonhuis                  | 1619 (poort)                                                                                |           | Klein Heiligland 67                            | 52° 22' 38" NB, 4° 37' 59" OL | 19390 | Nieuw Heiligland met lijstgevel   |
| Pand met lijstgevel met decoratie                                                          | Woonhuis                  |                                                                                             |           | Klein Heiligland 6                             | 52° 22' 43" NB, 4° 38' 2" OL  | 19391 | Pand met lijstgevel met decoratie |
| Pand met rechte kroonlijst                                                                 | Woonhuis                  | 18e eeuw                                                                                    |           | Klein Heiligland 8 en 10 (lijst- en klokgevel) | 52° 22' 43" NB, 4° 38' 2" OL  | 19392 | Meer afbeeldingen                 |
| Pand met gedodekopte trapgevel, middenpilasters op leeuwenmasker rustend, beneden verbouwd | Woonhuis                  | begin 18e eeuw                                                                              |           | Klein Heiligland 28                            | 52° 22' 41" NB, 4° 37' 60" OL | 19393 | Meer afbeeldingen                 |
| Pand met gedodekopte trapgevel, middenpilasters op leeuwenmasker rustend                   | Woonhuis                  |                                                                                             |           | Klein Heiligland 30                            | 52° 22' 41" NB, 4° 37' 60" OL | 19394 | Meer afbeeldingen                 |
| Pand met gedodekopte halsgevel                                                             | Woonhuis                  |                                                                                             |           | Klein Heiligland 36                            | 52° 22' 40" NB, 4° 37' 59" OL | 19395 | Meer afbeeldingen                 |
| Pand met gepleisterde trapgevel                                                            | Woonhuis                  |                                                                                             |           | Klein Heiligland 42                            | 52° 22' 40" NB, 4° 37' 59" OL | 19396 | Meer afbeeldingen                 |
| Pand met gedodekopte lage trapgevel, 1e helft 17e eeuw met kruiskozijnen                   | Woonhuis                  |                                                                                             |           | Klein Heiligland 44 (hk. Cornelissteeg)        | 52° 22' 39" NB, 4° 37' 59" OL | 19397 | Meer afbeeldingen                 |
| Het oude weeshuis                                                                          | Woonhuis                  |                                                                                             |           | Klein Heiligland 58 - 58A - 58B - 58C          | 52° 22' 38" NB, 4° 37' 58" OL | 19398 | Meer afbeeldingen                 |
| Blokshofje                                                                                 | Sociale zorg, liefdadigh. | 17e/18e eeuw                                                                                |           | Klein Heiligland 60 A t/m G                    | 52° 22' 38" NB, 4° 37' 58" OL | 19399 | Meer afbeeldingen                 |
| Pand met klokgevel                                                                         | Woonhuis                  | 18e eeuw                                                                                    |           | Klein Heiligland 62                            | 52° 22' 38" NB, 4° 37' 58" OL | 19400 | Meer afbeeldingen                 |
| Antonis of O.L.V. Gasthuis                                                                 | Sociale zorg, liefdadigh. | 1440 (stichting) 1648 (hoofdgebouw) 1730 (zijvleugels) 1787 (muur aan het Klein Heiligland) |           | Klein Heiligland 64 A t/m H                    | 52° 22' 37" NB, 4° 37' 57" OL | 19401 | Meer afbeeldingen                 |

Centrum:
Bakenessergracht ·
Frankestraat ·
Gedempte Oude Gracht ·
Gierstraat ·
Groot Heiligland ·
Grote Houtstraat ·
Grote Markt ·
Jansstraat ·
Kenaupark ·
Klein Heiligland ·
Kleine Houtstraat ·
Kleine Houtweg ·
Koningstraat ·
Nieuwe Gracht ·
Parklaan ·
Spaarnwouderbuurt ·
Wilhelminastraat ·
Zijlstraat

Zuid-West:
Florapark ·
Floraplein ·
Wagenweg 

Haarlem-Oost

Schalkwijk

Noord:
Begraafplaats Kleverlaan ·
Spaarndam 